# Joséphine Le Tutour
Joséphine Le Tutour (20 de noviembre de 1994) es una modelo francesa.

## Primeros años

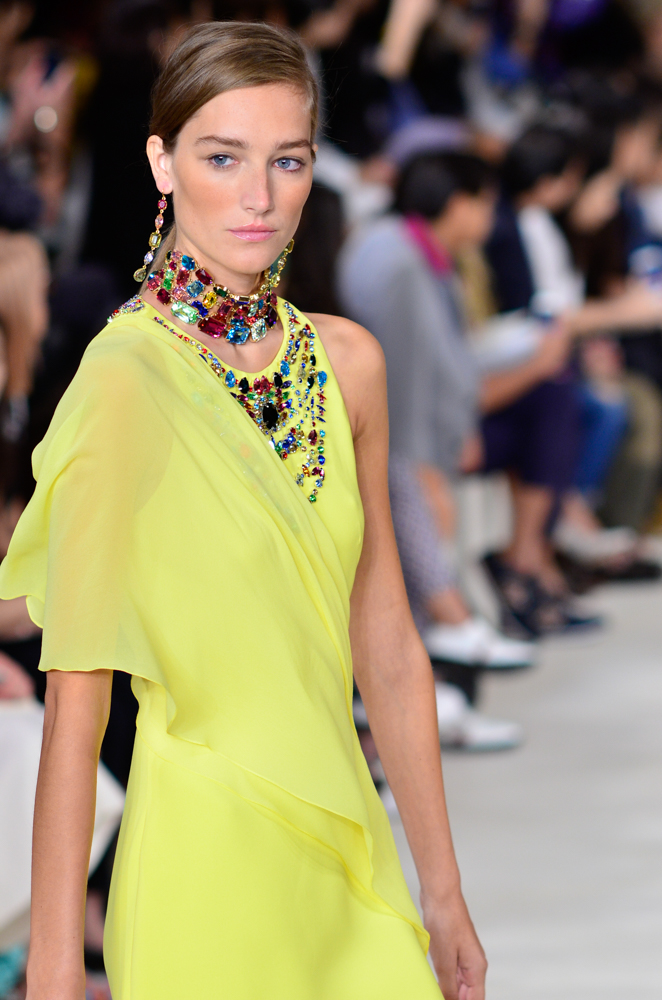
Josephine Le Tutour caminando en el desfile de moda de Ralph Lauren Primavera/Verano 2015.

Joséphine Le Tutour ganó la edición francesa de Elite Model Look y representó a su país en el concurso internacional quedando séptima. Tiene el bachillerato. Poco después de graduarse, fue mandada a Australia para aprender a posar y desfilar.
Su hermano Jules también es un modelo contratado por Elite Model Management. Desfilaron para Sonia Rykiel juntos en 2015.

## Carrera
Ha hecho campañas para Alberta Ferretti, Bottega Veneta, Carolina Herrera, Chloé, Derek Lam, Diane von Fürstenberg, Dior, Donna Karan, Etro, Giorgio Armani, Gucci, Hugo Boss, Iceberg, Jil Sander, Joe Fresh, Michael Kors, Mugler, Ports 1961, Tiffany & Co., Vera Wang, VINCE., Y-3 y Zara.
Ha desfilado en más de 300 eventos incluyendo para Alexander McQueen, Anthony Vaccarello, Calvin Klein, fr, Cédric Charlier, Céline, Chanel, Elie Saab, Fendi, Giambattista Valli, Gianfranco Ferré, John Galliano, Marni, Missoni, Nina Ricci, Yves Saint Laurent, Sonia Rykiel, Stella McCartney, Valentino, y Vanessa Bruno,